# Carlos Mesa
Carlos Diego Mesa Gisbert (født 12. august 1953) er en boliviansk historiker og tidligere boliviansk præsident og vice-præsident. 
Mesa, der er uddannet historiker, var en populær tv-journalist, kendt for sin troværdighed og upartiskhed. Hans popularitet fik præsidentkandidaten (MNR) Gonzalo Sánchez de Lozada til at vælge Mesa som sin vice-præsidentkandidat ved valget i 2002. Ved præsidentvalget blev Sánchez-Mesa valgt, og Mesa indtog embedet som vicepræsident den 6. august 2002. Som vicepræsident blev Mesa hurtigt involveret i de vanskelige politiske drøftelser om udnyttelsen af Bolivias naturgasressourcer. Gasspørgsmålet udviklede sig til egentlige uroligheder i landet der til sidst tvang Sánchez de Lozada til at træde tilbage og forlade landet, hvilket medførte, at Mesa den 17. oktober 2003 overtog Bolivias præsidentembede. 
Mesas periode som præsident var fortsat præget af de voldsomme uroligheder i landet, hvorfor Mesa indgav sin afskedsbegæring til kongressen den 7. marts 2005. Kongressen nægtede imidlertid næsten enstemmigt at acceptere afskedbegæringen. En ny afskedsbegæring blev givet den 6. juni 2005, hvilken begæring blev godkendt af kongressen den 10. juni, hvorefter Eduardo Rodríguez blev indsat som ny præsident.

## Eksterne links
- Baggrund om gaskonflikten i Bolivia om Mesas afgang